# 皮亞納山
46°36′55″N 12°14′45″E / 46.61528°N 12.24583°E

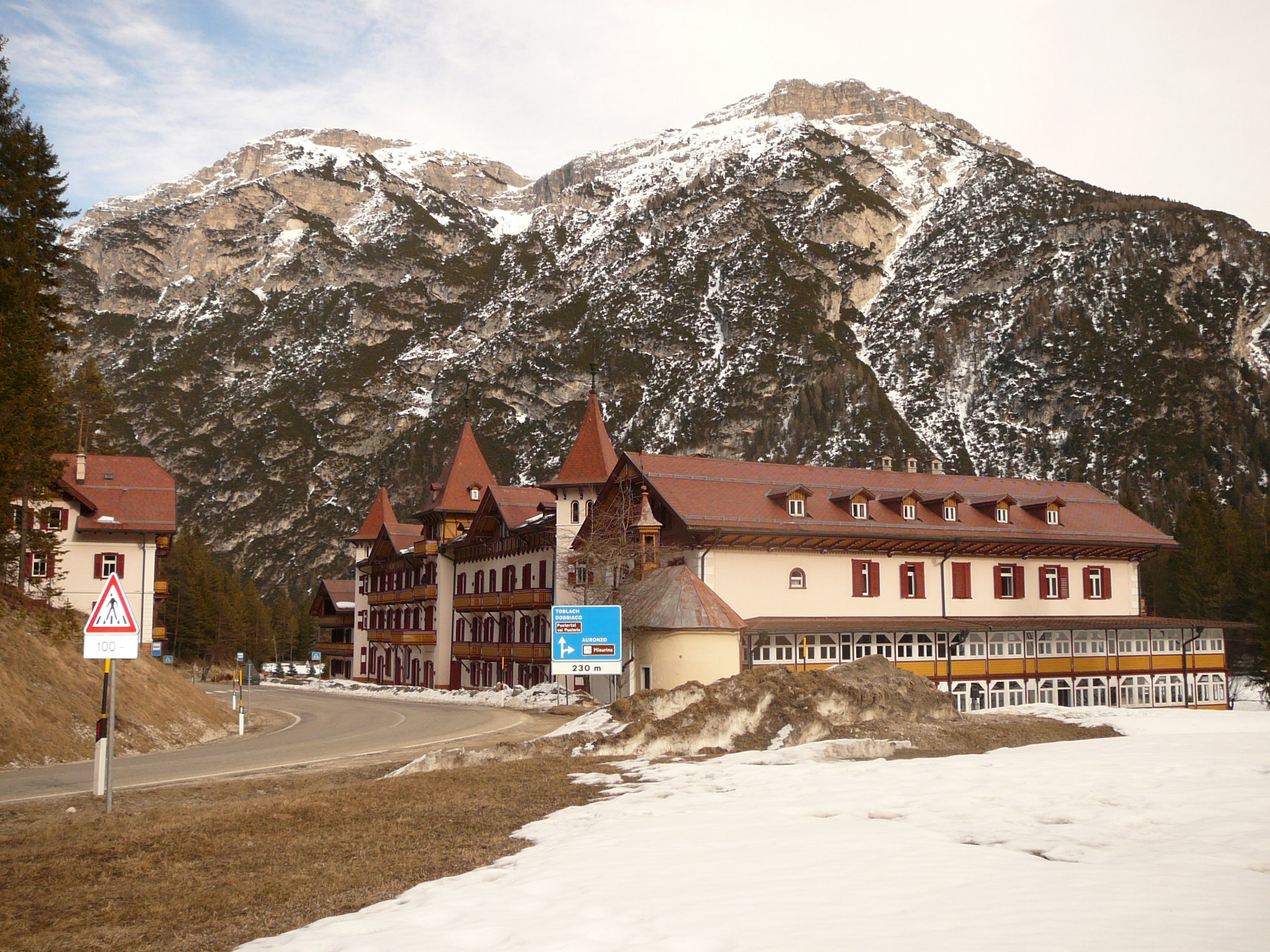

皮亞納山（義大利語：Monte Piana），是意大利的山峰，位於該國東北部，處於博爾扎諾-南蒂羅爾自治省和貝盧諾省接壤的邊界，屬於多洛米蒂山的一部分，海拔高度2,324米，每年平均降雨量1,874毫米。